# Организационный отдел ЦК КПК
Организационный отдел Центрального комитета Коммунистической партии Китая (кит. трад. 中共中央組織部, упр. 中共中央组织部, пиньинь Zhōnggòng Zhōngyāng Zŭzhībù; сокр. кит. упр. 中组部, пиньинь Zhōngzŭbù) — структурное подразделение Секретариата Центрального комитета Коммунистической партии Китая, ответственное за решение кадровых вопросов в органах КПК. Организационный отдел обеспечивает кадровую политику внутри страны и имеет полномочия координировать решение кадровых вопросов также и на провинциальном и муниципальном уровнях.
Заведующие отделом:
- 1984—1985 — Цяо Ши
- 1985—1987 — Вэй Цзяньсин
- 1987—1989 — Сун Пин
- 1989—1994 — Лю Фэн
- 1994—1999 — Чжан Цюаньцзин
- 1999—2002 — Цзэн Цинхун
- 2002—2007 — Хэ Гоцян
- 2007—2012 — Ли Юаньчао
- 2012—2017 — Чжао Лэцзи
- 2017—2023 — Чэнь Си
- с 2023 — Ли Ганьцзе

Заведующие Орготделом ЦК КПК последние годы состоят (с 2002) членами Политбюро и (с 1999) Секретариата ЦК.